# 赤羽克己
赤羽 克己（あかばね かつみ、1869年4月10日（明治2年2月29日） - 1941年（昭和16年）7月5日）は、日本の実業家。南満州鉄道理事としてオイルシェール事業に取り組んだ。

## 生涯

### 赤羽家
赤羽家は「高遠以来」と称される保科家時代からの会津松平家家臣である。山形藩時代には1000石、500石、400石、150石を食む赤羽家があり、江戸時代を通じ100石以上の赤羽家が複数存在した。赤羽四郎（スペイン公使）や、陸軍航空草創期の軍人である赤羽佑之（航空兵大佐）などは同族である。赤羽の実父は禄100石の会津藩勘定頭、斗南藩大属会計係であった赤羽治平友温。克己はその三男で、同藩士赤羽友春の養子となる。養母は若松市長松本時正の妹、長男はコーネル大学出身の中島飛行機技師で、第二次世界大戦期は同社の誉発動機推進主任を務める。赤羽は稚松会の賛助員として後進を援助した。

### 経歴
1894年（明治27年）東京高商（現一橋大学）を卒業し、堀越善重郎が設立した堀越商会のニューヨーク支店長を経て三井物産に移る。国府津出張所長、三池支店長、本社業務課長を歴任。 南満州鉄道理事を4年間務める。昭和期は三井系の北海道炭礦汽船で常務を務め、他に役員として経営に携わった会社として日本製鋼所、夕張鉄道、輪西製鉄、小野田セメント製造、昭和石炭、室蘭電灯がある。

### オイルシェール事業

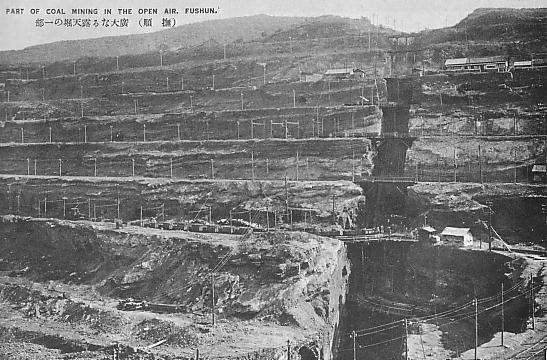
撫順炭鉱。露天掘りの一段の高さは約10mである。

第一次世界大戦後は世界的に石油の重要性が認識されたが、日本の産出量は微量であった。満鉄には重要な収入源として撫順炭鉱から産出される石炭があり、1915年以降は露天掘りが開始され、採炭効率は向上していた。この撫順炭鉱の上層部は、分厚い油母頁岩で覆われており、油母頁岩から人造石油を製造する可能性に世界的な関心が寄せられていた。埋蔵量54億トンといわれた油母頁岩の含油率は5.5%であり、日本では燃料を石炭から石油へと変更しつつあった海軍が特に注目し、満鉄では1919年（大正8年）から研究が始められた。赤羽は1921年（大正10年）12月に満鉄理事（総裁は三井出身の早川千吉郎）に就任し頁岩油の事業化を図る。大蔵省、海軍省に油母頁岩の価値を論じた意見書を提出し、難色を示していた江木翼法相を説得している。赤羽は1925年（大正14年）12月に退任するが、満鉄のオイルシェール事業は徐々に拡大し、海軍に重油を納入するようになった。昭和期になると満鉄は石炭の液化事業も行っていた。墓所は多磨霊園。

### 満鉄時代の幹部
- 早川千吉郎（社長）
- 川村竹治（社長）
- 安広伴一郎（社長）
- 松本烝治（副社長）

- 中川健藏（理事）
- 島安次郎（理事）
- 松岡洋右（理事）
- 森俊六郎（理事）